# Bryn Terfel
Sir Bryn Terfel Jones, CBE [ˈbrɨn ˈtɛrvɛl] (* 9. November 1965 in Pant Glas, County of Gwynedd, Wales, Vereinigtes Königreich) ist ein walisischer Opernsänger (Bassbariton).

## Leben
Terfel studierte bis 1989 an der Londoner Guildhall School of Music and Drama bei Rudolf Piernay. Im selben Jahr gewann er den Gesangswettbewerb Cardiff Singer of the World in der Kategorie „Lieder“.
1990 gab Bryn Terfel sein Operndebüt als Guglielmo (Così fan tutte) an der Welsh National Opera und später in der gleichen Saison 1991 als Figaro (Le nozze di Figaro) an der English National Opera. Ein Meilenstein seiner Karriere war sein Rollendebüt als Jochanaan in der Oper Salome bei den Salzburger Festspielen 1992 unter der Leitung von Christoph von Dohnányi. Seit 1989 nimmt Bryn Terfel für die Deutsche Grammophon auf, 1996 unterzeichnete er einen langfristigen Exklusivvertrag.
Seit seinem Operndebüt trat Terfel an den großen Opern- und Konzerthäusern der Welt auf: Royal Opera House (1992), Wiener Staatsoper (1993), Metropolitan Opera (1994), Bayerische Staatsoper (1998), Teatro alla Scala (1997), Carnegie Hall (1998), Pariser Oper und Sydney Opera House (1999).
Er sang 1994 und 2008 bei der Last Night of the Proms in der Londoner Royal Albert Hall bei der Interpretation von Rule, Britannia! die vierte Strophe auf Walisisch und interpretierte einige walisische Lieder von Robin Llwyd ab Owain.
2005 konnte Roger Waters Terfel für die Uraufführung seiner Oper Ça Ira gewinnen. 2009 sang Terfel die Rolle des Scarpia in Puccinis Tosca sowie die Titelrolle in Wagners Der fliegende Holländer am Royal Opera House, Covent Garden. Sein Debüt als Hans Sachs in Wagners Die Meistersinger gab er 2010 in einer Produktion der Welsh National Opera in Cardiff. In der Neuproduktion von Wagners Ring an der Metropolitan Opera von 2010 bis 2012 sang Terfel den Wotan sowohl in Rheingold als auch in der Walküre und in Siegfried.
2019 debütierte er als Don Pasquale in der gleichnamigen Oper von Gaetano Donizetti am Royal Opera House.
Bryn Terfel sang bei der Krönung von Charles III. am 6. Mai 2023 in der Londoner Westminster Abbey das Kyrie eleison in walisischer Sprache (Komponist: Paul Mealor).

## Ehrungen
- 1989: Goldmedaille der Guildhall School of Music and Drama
- 1993: International Classical Music Award, „Newcomer of the Year“
- 1997: Grammy Award, „Best Classical Vocal Performance“
- 2003: Order of the British Empire, CBE
- 2004: 5. Classical Brit Awards, „Artist of the Year“
- 2005: 6. Classical Brit Awards, „Artist of the Year“
- 2006: Shakespeare-Preis der Toepfer Stiftung Hamburg
- 2006: Echo Klassik, „Sänger des Jahres“
- 2006: Her Majesty’s Medal for Music
- 2013: Grammy Award, „Best Opera Recording“
- 2013: International Opera Award, Nominierung als bester Sänger
- 2017: Knight Bachelor[2]
- 2022: Verleihung des Berufstitels Österreichischer Kammersänger[3][4]
- 2022: Europäischer Kulturpreis Taurus